# Creanță
O creanță este un drept civil, de care beneficiază o persoană care este subiect într-un raport juridic de obligație, denumită creditor, de a pretinde celeilalte părți, denumită debitor, îndeplinirea obligației acesteia.
Pentru valorificarea unor creanțe, acestea trebuie să îndeplinească condițiile prevăzute de lege: să fie stabilite fără niciun dubiu, să nu constituie obiectul unui litigiu; creanțele certe, cuantumul lor să fie precis determinat; creanțele lichide, așa cum sunt creanțele care au ca obiect sume de bani; să fie ajunse la scadență, putându-se cere de îndată executarea lor, eventual pe cale silită; creanțele exigibile. De exemplu pentru a se efectua compensația legală a două creanțe, acestea trebuie să fie certe, lichide și exigibile.
Creanțele pot, prin prevederile unui contract de creanță, fi însemnate într-un cont contabil, cu scopul de a însemna tranzacțiile dintre două persoane de-a lungul timpului.